# Magyar női labdarúgó-bajnokság (másodosztály)
A magyar női labdarúgó-bajnokság második vonalbeli versenyét 1995 óta rendezik meg. Hagyományos neve: NB II (nemzeti bajnokság). Alapítása óta a Magyar Labdarúgó-szövetség (MLSZ) szervezi és a 2008–2009-es bajnokság óta Keleti és Nyugati csoportra osztott másodosztály küzdelmeiben 24 csapat vesz részt.

## A 2024–25-ös szezon résztvevői
| Keleti csoport           | Keleti csoport              | Keleti csoport             | Keleti csoport | Keleti csoport      |
| ------------------------ | --------------------------- | -------------------------- | -------------- | ------------------- |
|                          |                             |                            |                |                     |
| Klub                     | Település                   | Stadion                    | Férőhely       | Vezetőedző          |
| Csepel TC                | Budapest XXI., Csepel       | Deák Ferenc Sporttelep     | 1 000          | Kincses Ernő        |
| Eger SE                  | Eger                        | Felsővárosi Sporttelep     | 700            | Vitányi László      |
| Gödöllői SK              | Gödöllő                     | Szűcs Lajos Sportcentrum   | 2 500          | Orbán Csilla        |
| FC Hatvan                | Hatvan                      | Népkert Sporttelep         | 2 500          | Szabados György     |
| Kazincbarcikai SC        | Kazincbarcika               | Kolorcity Aréna            | 1 080          | Boros László        |
| Kecskeméti LC            | Kecskemét                   | Egyetemi Futballpálya      | –              | Sutus-Juhász Attila |
| Nyíregyháza Spartacus FC | Nyíregyháza                 | Városi Stadion             | 11 500         | Sándor Dávid        |
| Salgótarjáni KSE         | Salgótarján                 | Somoskőújfalui Sportpálya  | –              | Lázár Máté          |
| Tigre HFC Vasad          | Vasad                       | Vasadi Sportpálya          | 2 000          | Fehér Tamás         |
| Vasas Kubala Akadémia    | Budapest VIII., Józsefváros | Vasas Sporttelep           | 2 000          | Hámori Ferenc       |
| Újpest FC                | Budapest IV., Újpest        | Bánka Kristóf Sportközpont | 800            | Oroszi Sándor       |
| BVSC-Zugló               | Budapest XIV., Zugló        | kizárva                    | kizárva        | kizárva             |

| Nyugati csoport  | Nyugati csoport      | Nyugati csoport            | Nyugati csoport | Nyugati csoport         |
| ---------------- | -------------------- | -------------------------- | --------------- | ----------------------- |
|                  |                      |                            |                 |                         |
| Klub             | Település            | Stadion                    | Férőhely        | Vezetőedző              |
| FC Ajka          | Ajka                 | Városi Sportcentrum        | 5 000           | Sipos Tamás             |
| Budafoki LC      | Budapest XXII.       | Szabadkikötő Sporttelep    | 1 000           | Könczey Zsolt           |
| Budaörsi SC      | Budaörs              | Budaörsi Városi Stadion    | 1 300           | Horváth Ferenc          |
| Dunaújváros FC   | Dunaújváros          | Vidámparki Műfüves Pálya   | 2 000           | Vígh György             |
| Fehérvár FC      | Székesfehérvár       | Sóstói Stadion             | 14 144          | Andorka Péter           |
| FC Nagykanizsa   | Nagykanizsa          | Olajbányász Stadion        | 7 000           | Gyergyák István         |
| Paksi SE         | Paks                 | Fehérvári úti sporttelep   | 6 150           | Horváth György          |
| Pápai ELC        | Pápa                 | Perutz Stadion             | 5 500           | Tóth Ferenc             |
| Pécsi VSK        | Pécs                 | PVSK Stadion               | 12 000          | Győrki Ákos             |
| SC Sopron        | Sopron               | Soproni Vasutas Sporttelep | 5 000           | Szabó Bence             |
| Tatabányai SC    | Tatabánya            | Grosics Gyula Stadion      | 5 000           | Lahos Sándor            |
| Zalaegerszegi TE | Zalaegerszeg         | Ifjúsági Sportcentrum      | –               | Pergelné Kalamár Andrea |
| Kelen SC         | Budapest XI., Újbuda | kizárva                    | kizárva         | kizárva                 |

## Eddigi bajnoki dobogósok
Az alábbi táblázatban olvashatók a másodosztályú magyar női labdarúgó-bajnokságok dobogós csapatai, gólkirálynői. A csapatokat az adott időszakban használt nevükkel jelöltük.
| Szezon    | Bajnokcsapat                               | Ezüstérmes                       | Bronzérmes                     | Gólkirálynő (csapat, gól)                                                              | Megjegyzés                     |
| --------- | ------------------------------------------ | -------------------------------- | ------------------------------ | -------------------------------------------------------------------------------------- | ------------------------------ |
| 1995–1996 | Jászdózsai NFC                             | Quinter SE-Bonyhád               | Renova II                      | na.                                                                                    |                                |
| 1996–1997 | Fehér Bölény SC                            | Renova II                        | Viktória FC                    | na.                                                                                    |                                |
| 1997–1998 | Pepita Sárkányok SC                        | Viktória FC                      | Dunaújvárosi Pentele           | na.                                                                                    |                                |
| 1998–1999 | Viktória FC                                | Debreceni VSC                    | Hungária-Viktória SC           | na.                                                                                    |                                |
| 1999–2000 | Hungária-Viktória SC                       | Terán NFK-Győr                   | Miskolci VSC                   | Tóth Adrienn (Terán NFK-Győr, 23 gól)                                                  |                                |
| 2000–2001 | Miskolci VSC                               | Győri ETO                        | Debreceni VSC                  | na.                                                                                    |                                |
| 2001–2002 | MTK Hungária FC                            | Terán NFK-Győr                   | Debreceni VSC                  | Deli Anikó (MTK, 21 gól)                                                               |                                |
| 2002–2003 | Debreceni VSC                              | Terán NFK-Győr                   | Íris SC                        | na.                                                                                    |                                |
| 2003–2004 | Íris SC                                    | Székesfehérvári Köfém            | Algyői SK                      | Dörömbözi Csilla (Székesfehérvári Köfém, 25 gól)                                       |                                |
| 2004–2005 | Angyalföldi SI                             | Győri ETO                        | Győr-Nagykutas                 | Jakab Réka (Győri ETO, 36 gól)                                                         |                                |
| 2005–2006 | Újpesti TE                                 | Ferencvárosi TC                  | Nagykutas NLSE                 | Dörömbözi Csilla (Ferencvárosi TC, 42 gól)                                             |                                |
| 2006–2007 | Pécsi VSK                                  | Olimpia NFK                      | Pécsi MFC                      | Nagy Hedvig (Veszprém, 31 gól)                                                         |                                |
| 2007–2008 | Győri Dózsa SE                             | Nagykutas NLSE                   | Hegyvidék SE                   | Nagy Lilla (Pécsi MFC, 38 gól)                                                         |                                |
| 2008–2009 | Újpesti TE Taksony SE                      | Hegyvidék SE Pécsi MFC           | Gyulai Amazonok Soproni FAC    | Fogl Katalin (Újpesti TE, 34 gól) Szabó Boglárka (Taksony SE, 34 gól)                  | Keleti csoport Nyugati csoport |
| 2009–2010 | Hegyvidék SE Nagykutas NLSE                | Szegedi Boszorkányok Soproni FAC | Nyírség NSC Somogyjád SZKKSE   | Dénes Dorottya (Hegyvidék SE, 28 gól) Várkonyi Orsolya (Soproni FAC, 41 gól)           | Keleti csoport Nyugati csoport |
| 2010–2011 | Nyíregyháza Spartacus Szegedi Boszorkányok | Hegyvidék SE II Somogyjád SZKKSE | Gizella Veszprémi SE Pécsi VSK | Varga Kinga (Veszprém, 18 gól) Baksa Katalin (Szegedi Boszorkányok, 16 gól)            | Északi csoport Déli csoport    |
| 2011–2012 | Hegyvidék SE                               | Pécsváradi SE                    | Metis NFC                      | Kálmán Hanna (Hegyvidék SE, 19 gól)                                                    |                                |
| 2012–2013 | Ferencvárosi TC                            | Győri ETO                        | Pécsi VSK                      | Németh Loretta (Győri ETO, 47 gól)                                                     |                                |
| 2013–2014 | Dorogi Diófa SE Zalaegerszegi TE           | Monor SE Győri ETO               | Pap SE Pécsi MFC               | Bernhardt Barbara (Monor SE, 32 gól) Végh Renáta (Zalaegerszegi TE, 20 gól)            | Keleti csoport Nyugati csoport |
| 2014–2015 | MTK Hungária FC II Győri ETO               | Kóka KSK Zalaegerszegi TE        | Budapest Honvéd Videoton FC    | Staar Gabriella (KISE, 39 gól) Németh Loretta (Győri ETO, 40 gól)                      | Keleti csoport Nyugati csoport |
| 2015–2016 | MTK Hungária FC II                         | Budapest Honvéd                  | Újpest FC                      | Kós Petra (MTK Hungária FC II, 17 gól)                                                 | Keleti csoport                 |
| 2015–2016 | Zalaegerszegi TE                           | Pécsi MFC                        | SC Sopron                      | Gáspár Krisztina (Zalaegerszegi TE, 23 gól)                                            | Nyugati csoport                |
| 2016–2017 | Diósgyőri VTK                              | St. Mihály FC                    | Monor SE                       | Vachter Fanni (Diósgyőri VTK, 41 gól)                                                  |                                |
| 2017–2018 | St. Mihály FC Pécsi MFC                    | Kelen SC Videoton FC             | Airnergy FC Zalaegerszegi TE   | Zimányi Kovács Anikó (Kész-St. Mihály FC, 24 gól) Trampler Kinga (Videoton FC, 29 gól) | Keleti csoport Nyugati csoport |
| 2018–2019 | Kelen SC MOL Vidi FC                       | Újpest FC SC Sopron              | Airnergy FC Zalaegerszegi TE   | Bernhardt Bernadett (Kelen SC, 25 gól) Trampler Kinga (MOL Vidi FC, 31 gól)            | Keleti csoport Nyugati csoport |
| 2019–2020 | Újpest FC MLE Szigetvár                    | 2011 Champion-Metis Fehérvár FC  | Monor SE Airnergy FC           | Nagy Panna (Nyírség NSC, 29 gól) Maja Joščak (MLE Szigetvár, 22 gól)                   | Keleti csoport Nyugati csoport |
| 2020–2021 | Soroksár                                   | Újpest FC                        | Nyíregyháza                    | Fogl Katalin (Soroksár, 36 gól)                                                        | Keleti csoport                 |
| 2020–2021 | Puskás Akadémia                            | MLE Szigetvár                    | Fehérvár FC                    | Krascsenics Petra (Puskás Akadémia, 49 gól)                                            | Nyugati csoport                |
| 2021–2022 | Kész-St. Mihály FC                         | Újpest FC                        | DVSC-DEAC                      | Nagy Panna (Nyíregyháza, 52 gól)                                                       | Keleti csoport                 |
| 2021–2022 | Fehérvár FC                                | Szekszárd                        | Kelen SC                       | Kardosi Blanka (Budaörs, 32 gól)                                                       | Nyugati csoport                |
| 2022–2023 | Soroksár                                   | Nyíregyháza                      | Vasas                          | Mészáros Cecília (Soroksár, 31 gól)                                                    | Keleti csoport                 |
| 2022–2023 | Budaörs                                    | Csepel                           | Azul Verde                     | Vojnity Nóra (Azul Verde, 36 gól)                                                      | Nyugati csoport                |
| 2023–2024 | Budapest Honvéd                            | Újpest FC                        | Eger SE                        | Katona Vanda (Újpest FC, 39 gól)                                                       | Keleti csoport                 |
| 2023–2024 | Pécsi MFC                                  | Csepel                           | Vasas                          | Égi Barbara (Pécsi MFC, 57 gól)                                                        | Nyugati csoport                |
| 2024–2025 | Újpest FC                                  | Eger SE                          | Csepel                         | Oláh Adrienn (Újpest FC, 47 gól)                                                       | Keleti csoport                 |
| 2024–2025 | Budaörs                                    | Budafoki LC                      | Dunaújváros                    | Berencsi Boglárka (Budaörs, 53 gól)                                                    | Nyugati csoport                |

## Lásd még
- Magyar női labdarúgó-válogatott